# 高恩雅
高恩雅（韓語：고은아，1988年10月28日—），本名房孝真（방효진），韓國女演員。目前主要運營YouTube頻道和出演綜藝節目。

## 家庭
家裏是在全羅南道長城郡經營果園，家中有父母、大姐（已婚）和弟弟為MBLAQ成員Mir，家族在Youtube建立個人頻道 （页面存档备份，存于）。

## 演出作品

### 綜藝節目
- 2020年：MBC《全知干預視角》嘉賓（共出演6期）
- 2021年：SBS《我家的熊孩子》
- 2021年：Channel A《傳奇音樂教室 - Lala Land》主持
- 2021年：Lifetime《Style美》主持
- 2022年：KBS《想減肥》固定出演
- 2022年：ENA《摔跤的女王》參賽者

### 電視劇
- 2005年：KBS《Drama Special－夏天，離別故事》飾演 妍雨
- 2006年：MBC 《彩虹羅曼史》飾演 高恩雅
- 2005年：KBS《黃金蘋果》飾演 金實
- 2012年：Channel A《K-POP最強生死戰》飾演 池胜妍
- 2021年：TVING《想大概活著》飾演 吳利

### 電影
- 2003年：《...ing》
- 2006年：《首爾星期天》
- 2006年：《Vacation》
- 2006年：《殘酷的上班》
- 2007年：《客房高手和母親》
- 2008年：《孤獨》
- 2009年：《10億》
- 2014年：《Sketch》
- 2017年：《野獸女孩》

### MV
- 2004年：狂戀樂團《Sky》
- 2005年：KYO《Cross》（與尹相鉉）
- 2005年：趙奎燦《睡眠變長了》
- 2005年：李承哲《從十到三》（與尹相鉉）
- 2005年：VOS《時限》（與吳智昊）
- 2009年：尹書鎮《笨蛋》

## 其他經歷
- 2006年：首爾自來水大使

## 外部連結
- YouTube上的高恩雅頻道

- 高恩雅的Instagram帳戶

- Daum （页面存档备份，存于）